# Red bratstva in enotnosti
Red bratstva in enotnosti ‎(srbohrvaško Orden bratstva i jedinstva) je bilo odlikovanje SFRJ, ki se je podeljevalo za »izredne zasluge pri širjenju bratstva med narodi in narodnostmi pri ustvarjanju in razvijanju politične in moralne enotnosti naroda«.
Red je ustanovil Josip Broz Tito 15. avgusta 1943 z Ukazom o odlikovanjih v narodno-osvobodilni borbi. 9. junija 1945 je predsedstvo AVNOJ sprejelo Zakon o redovih in medaljah Demokratične federativne Jugoslavije, s katerim je red dobil dve stopnji: I. in II..

## Zgodovina
V biltenu Vrhovnega štaba NOVJ št. 12–13 (december 1941 in januar 1942) je bila objavljena vzpostavitev »naziva« »narodnega heroja« za »junaške in požrtovalne udeležence NOB«. 15. avgusta 1943  pa je Vrhovni štab Narodnoosvobodilne vojske in partizanskih odredov Jugoslavije z Ukazom o odlikovanjih v narodnoosvobodilni borbi uvedel vojaška odlikovanja: Red narodnega heroja, Red partizanske zvezde I., II. in III. stopnje, Red ljudske osvoboditve, Red hrabrosti ter Red bratstva in enotnosti. 
Od leta 1961 se je red delil na:
- Red bratstva in enotnosti z zlatim vencem, ki je bil po rangu na 12. mestu,
- Red bratstva in enotnosti s srebrnim vencem, ki je bil po rangu na 21. mestu med jugoslovanskimi odlikovanji.

Podeljenih je bilo: 
- 3.870 kosov reda bratstva in enotnosti z zlatim vencem (I. stopnje);
- 55.675 kosov reda bratstva in enotnosti s srebrnim vencem (II. stopnje).